# Andrew Jackson (ingeniero de sonido)
Andrew Brook "Andy" Jackson es un ingeniero de sonido británico. Es conocido por sus trabajos con la banda de rock progresivo británica Pink Floyd.

## Trabajos
Su primera colaboración fue en 1982 para la banda sonora de Pink Floyd The Wall. También ayudó en la ingeniería de The Final Cut junto a James Guthrie y realizó la ingeniería completa de A Momentary Lapse of Reason y The Division Bell, además de encargarse de la grabación de nuevo material para el documental sobre la banda La Carrera Panamericana, de 1992. También fue el ingeniero de sonido para la gira de la banda Division Bell Tour de 1994, además de trabajar junto al guitarrista y vocalista de Pink Floyd David Gilmour en sus discos en solitario About Face, On an Island, Live in Gdańsk, y en los DVD David Gilmour in Concert y Remember That Night. También se encargó de la ingeniería del primer álbum en solitario de Roger Waters The Pros and Cons of Hitchhiking.
Jackson también ha trabajado con bandas como Heatwave, The Boomtown Rats, Fields of the Nephilim y Héroes del silencio.
Ha sido nominado a un premio Grammy en dos ocasiones en las categorías de mejor ingeniería en un álbum por A Momentary Lapse of Reason y The Division Bell, a pesar de no recibir ninguno de los dos. 